# 苏联共产党中央委员会书记处
苏联共产党中央委员会书记处（俄语：Секретариат ЦК КПСС），简称苏共中央书记处，是苏联共产党的一个重要机构。相对于负责制定政策的中央政治局，中央书记处负责党中央的行政。该机构设立于1919年3月召开的俄国共产党（布尔什维克）第八次代表大会上。
苏共中央书记处书记由苏共中央委员会选举产生。但共产党刚成立初期时由党最高领导人决定、并由中央委员会投票通过。苏共中央总书记为政治局成员，也是党和书记处的领袖。

## 历届苏共中央书记处

### 俄共（布）第八次代表大会
- 书记：斯塔索娃、克列斯京斯基

### 俄共（布）第九次代表大会
- 书记：克列斯京斯基、谢列布里亚科夫、普列奥布拉任斯基

### 俄共（布）第十次代表大会
- 书记：米哈伊洛夫、莫洛托夫、雅罗斯拉夫斯基

### 俄共（布）第十一次代表大会
- 总书记：斯大林
- 书记：古比雪夫、莫洛托夫

### 俄共（布）第十二次代表大会
- 总书记：斯大林
- 书记：莫洛托夫、鲁祖塔克

### 俄共（布）第十三次代表大会
- 总书记：斯大林
- 书记：安德烈耶夫、泽连斯基、卡冈诺维奇、莫洛托夫

### 全联盟共产党（布尔什维克）第十四次代表大会（1925年12月）
- 总书记：斯大林
- 书记：叶夫多基莫夫、科西奥尔、莫洛托夫、乌格拉诺夫
- 候补书记：阿尔丘希娜、布勃诺夫

### 全联盟共产党（布尔什维克）第十五次代表大会（1927年12月）
- 总书记：斯大林
- 书记：科西奥尔、库比雅克、莫洛托夫、乌格拉诺夫
- 候补书记：阿尔丘希娜、布勃诺夫、莫斯克文

### 全联盟共产党（布尔什维克）第十六次代表大会（1930年6月）
- 总书记：斯大林
- 书记：鲍曼、卡冈诺维奇、莫洛托夫、波斯特舍夫
- 候补书记：莫斯克文、什维尔尼克

### 全联盟共产党（布尔什维克）第十七次代表大会（1934年1月）
- 总书记：斯大林
- 书记：什维尔尼克、日丹诺夫、卡冈诺维奇、基洛夫

### 全联盟共产党（布尔什维克）第十八次代表大会（1939年3月）
- 总书记：斯大林
- 书记：安德烈耶夫、日丹诺夫、马林科夫

### 全联盟共产党（布尔什维克）第十九次代表大会（1952年10月）
- 排名第一的书记：斯大林
- 书记：阿里斯托夫、勃列日涅夫、伊格纳托夫、马林科夫、米哈伊洛夫、别戈夫、波诺马连科、苏斯洛夫、赫鲁晓夫

1953年3月6日
- 排名第一的书记：马林科夫
- 书记：阿里斯托夫、米哈伊洛夫、苏斯洛夫、赫鲁晓夫、伊格纳季耶夫、波斯别洛夫、沙塔林

1953年9月7日
- 第一书记：赫鲁晓夫
- 书记：波斯别洛夫、苏斯洛夫、沙塔林（1955年3月解除职务）、阿里斯托夫（1955年7月增入）、别利亚耶夫（1955年7月增入）、谢皮洛夫（1955年7月增入）

### 苏联共产党第二十次代表大会（1956年2月）
- 第一书记：赫鲁晓夫
- 书记：阿里斯托夫、别利亚耶夫、勃列日涅夫、波斯别洛夫、苏斯洛夫、福尔采娃、谢皮洛夫

### 苏联共产党第二十一次代表大会（1959年2月）
- 第一书记：赫鲁晓夫
- 书记：阿里斯托夫、勃列日涅夫、苏斯洛夫、福尔采娃、谢皮洛夫、库西宁、伊格纳托夫、基里琴科、毛希丁诺夫

### 苏联共产党第二十二次代表大会（1961年10月）
- 第一书记：赫鲁晓夫
- 书记：杰米契夫、伊里切夫、科兹洛夫、库西宁、波诺马廖夫、斯皮里多诺夫、苏斯洛夫、谢列平、安德罗波夫（1962年11月增入）、波利亚科夫（1962年11月增入）、鲁达科夫（1962年11月增入）、季托夫（1962年11月增入）、勃列日涅夫（1963年6月增入）、波德戈尔内（1963年6月增入）

1964年10月14日
- 第一书记：勃列日涅夫
- 书记：杰米契夫、伊里切夫（1965年3月解除职务）、科兹洛夫（1964年11月解除职务）、库西宁、波诺马廖夫、斯皮里多诺夫、苏斯洛夫、谢列平、安德罗波夫、波利亚科夫、鲁达科夫、季托夫（1965年9月解除职务）、波德戈尔内（1965年12月解除职务）、乌斯季诺夫（1965年3月增入）、库拉科夫（1965年9月增入）、卡皮托诺夫（1965年12月增入）

### 苏联共产党第二十三次代表大会（1966年3月）
- 总书记：勃列日涅夫
- 书记：安德罗波夫、杰米契夫、卡皮托诺夫、基里连科、库拉科夫、波诺马廖夫、鲁达科夫、苏斯洛夫、乌斯季诺夫、谢列平

### 苏联共产党第二十四次代表大会（1971年3月）
- 总书记：勃列日涅夫
- 书记：杰米契夫、卡皮托诺夫、卡图谢夫、基里连科、库拉科夫、波诺马廖夫、索洛缅采夫、苏斯洛夫、乌斯季诺夫

### 苏联共产党第二十五次代表大会（1976年2月）
- 总书记：勃列日涅夫
- 书记：多尔吉赫、齐米亚宁、卡皮托诺夫、卡图谢夫、基里连科、库拉科夫、波诺马廖夫、苏斯洛夫、乌斯季诺夫、契尔年科

### 苏联共产党第二十六次代表大会（1981年2月）
- 总书记：勃列日涅夫
- 书记：戈尔巴乔夫、多尔吉赫、齐米亚宁、卡皮托诺夫、基里连科、波诺马廖夫、鲁萨科夫、苏斯洛夫、契尔年科

1982年11月12日
- 总书记：安德罗波夫
- 书记：戈尔巴乔夫、多尔吉赫、齐米亚宁、卡皮托诺夫、波诺马廖夫、鲁萨科夫、契尔年科、雷日科夫、罗曼诺夫（1983年6月增入）、利加乔夫（1983年12月增入）

1984年2月13日
- 总书记：契尔年科
- 书记：戈尔巴乔夫、多尔吉赫、齐米亚宁、卡皮托诺夫、波诺马廖夫、鲁萨科夫、雷日科夫、罗曼诺夫、利加乔夫

1985年3月11日
- 总书记：戈尔巴乔夫
- 书记：戈尔巴乔夫、多尔吉赫、齐米亚宁、卡皮托诺夫、波诺马廖夫、鲁萨科夫、雷日科夫（1985年10月解除职务）、罗曼诺夫（1985年7月解除职务）、利加乔夫、尼科诺夫（1985年4月增入）、扎伊科夫（1985年7月增入）、叶利钦（1985年7月增入）

### 苏联共产党第二十七次代表大会（1986年2月）
- 总书记：戈尔巴乔夫
- 书记：比留科娃、多勃雷宁、多尔吉赫、扎伊科夫、齐米亚宁、利加乔夫、梅德韦杰夫、尼科诺夫、拉祖莫夫斯基、雅科夫列夫